# Les Tuffeaux
Les Tuffeaux is een plaats en voormalige gemeente in het Franse departement Maine-et-Loire in de regio Pays de la Loire. De plaats maakt deel uit van de gemeente Gennes-Val-de-Loire en het arrondissement Saumur.

## Geschiedenis
Op 1 januari 1994 fuseerde Les Tuffeaux met Chênehutte tot de gemeente Chênehutte-les-Tuffeaux, die op 1 januari 1973 fuseerde met Trèves-Cunault tot de gemeente Chênehutte-Trèves-Cunault.
Chênehutte · Cunault · Gennes · Grézillé · Les Rosiers-sur-Loire · Saint-Georges-des-Sept-Voies · Saint-Martin-de-la-Place · Le Thoureil · Trèves · Les Tuffeaux

Voormalige gemeenten: Chênehutte-les-Tuffeaux · Chênehutte-Trèves-Cunault · Trèves-Cunault · Gennes-Val de Loire